# Международные горноспасательные соревнования
Международные спасательные соревнования -  событие, происходящее каждые два года, на которых соревнуются службы быстрого  реагирования на чрезвычайные ситуации . Конкурс проводится управляющим горноспасательным органом принимающей страны.
Цель соревнований представить реалистичные симуляторы, которые позволят организаторам:
- 1. Оценка навыков, необходимых для проведения спасательных операций в горной среде.
- 2. Судить участников в открытой и прозрачной манере.
- 3. Обеспечить обратную связь для всех участников.
- 4. Содействовать горноспасательным контактам посредством налаживания более тесных связей, сотрудничества и трансфера знаний между горноспасательными командами.[3]

## Международные Соревнования Горноспасателей
| Год  | Ежегодный Конкурс | Чемпион                                                  | 2-е место                                  | 3-е место                    | Расположение | Город / Место Проведения |
| ---- | ----------------- | -------------------------------------------------------- | ------------------------------------------ | ---------------------------- | ------------ | ------------------------ |
| 1998 | 1-й               | США                                                      | ТБД                                        | ТБД                          | США          | Луисвилл                 |
| 2000 | 2-й               | Польша                                                   | ТБД                                        | ТБД                          | США          | Лас-Вегас                |
| 2002 | 3-й               | США                                                      | ТБД                                        | ТБД                          | США          | Рино                     |
| 2004 | 4-й               | Польша                                                   | ТБД                                        | ТБД                          | Польша       | Глогов                   |
| 2006 | 5-й               | Китай                                                    | ТБД                                        | ТБД                          | Китай        | Пиндиншане               |
| 2008 | 6-й               | Австралия                                                | ТБД                                        | ТБД                          | США          | Рино                     |
| 2010 | 7-й               | Австралия                                                | ТБД                                        | ТБД                          | Австралия    | Woonona                  |
| 2012 | 8-й               | Украина                                                  | ТБД                                        | ТБД                          | Украина      | Донецк                   |
| 2014 | 9-й               | Польша - Центральная Горноспасательная Станция - Бытом   | ТБД                                        | ТБД                          | Польша       | Катовице                 |
| 2016 | 10-й              | Канада - Киркленд-Лейк-Золото                            | Ирландия - Умео Тара Моя                   | Польши - ЗАГЛЕМБЕ белые орлы | Канада       | Садбери                  |
| 2018 | 11-й              | Россия- Филиал «Кемеровский ВГСО» ФГУП «ВГСЧ» МЧС России | Россия- Шахта им. А.Д. Рубана СУЭК-Кузбасс | Казахстан- Komir             | Россия       | Екатеринбург             |

### 2016 Международный Конкурс Горноспасательных Служб
10-е Международные горрноспасательные соревнования состоялись в Садбери, Онтарио в 2016 году.